# 城北村 (兵庫県飾磨郡)
城北村（じょうほくむら）は、兵庫県飾磨郡にあった村。現在の姫路市中心部の北方、姫路城の北側一帯にあたる。

## 地理
- 山岳：広峰山
- 河川：大野川

## 歴史
- 1889年（明治22年）4月1日 - 町村制の施行により、飾東郡平野村・大野村・八代村・広嶺山・伊伝居村・山野井村の区域をもって発足。
- 1896年（明治29年）4月1日 - 所属郡が飾磨郡に変更。
- 1925年（大正14年）4月1日 - 姫路市に編入。同日城北村廃止。

## 経済

### 産業
農業
『大日本篤農家名鑑』によれば、城北村の篤農家は中村、赤鹿、矢内、柳内、柳井、池内姓の人物がいた。
企業
- 姫路紡績[2]

## 出身人物
- 坪田十郎（神戸市会議員、兵庫県会議員、衆議院議員）[3] - 八代村生まれ[4]。